# Liste der Gottesdienstkantaten Telemanns/Z
Dies ist eine Teilliste der Kantaten Georg Philipp Telemanns für den gottesdienstlichen Gebrauch mit dem Anfangsbuchstaben „Z“ (TVWV 1:1727a – 1:1739) und einiger Nachträge (TVWV 1:1740 – 1:1755). Sie ist in die Liste der Gottesdienstkantaten Telemanns eingebunden und sollte auch dort gelesen werden, um den Gesamtüberblick und die Funktion der Sortierbarkeit nach verschiedenen Kriterien über die Gesamtliste nutzen zu können.
| TVWV    | Titel                                                 | Jahrgang                                      | Textdichter              | erste Aufführung | Sonntag/Festtag im Kirchenjahr/Anlass | Besetzung                                                         | Anmerkung                                                                                          | Noten                                   | RISM |
| ------- | ----------------------------------------------------- | --------------------------------------------- | ------------------------ | ---------------- | ------------------------------------- | ----------------------------------------------------------------- | -------------------------------------------------------------------------------------------------- | --------------------------------------- | --- |
| 1:1727a | Zerbrechliche Gefäße sind’s                           | Geistliche Arien                              | Johann Friedrich Helbig  | 1727             | 4. Sonntag nach Trinitatis            | Stimme solo, Vl, Va, Bc                                           | vollständige Kantate siehe 1:1520                                                                  |                                         | |
| 1:1727b | Zerknirsche, du mein blodes Herze                     |                                               |                          |                  | 3. Sonntag nach Trinitatis            | Stimme solo, Fl, Vl, Bc                                           | vollständige Kantate siehe 1:121                                                                   | IMSLP                                   | RISM ID: 702000988 RISM ID: 702001342 |
| deest   | Zeuch ein zu meiner Seelen                            | Lied-Jahrgang                                 | Erdmann Neumeister       | 1743/44          | Palmsonntag                           |                                                                   | [verschollen]                                                                                      |                                         | |
| 1:1728  | Zeuch ohn Verzug in deinen Nöten                      | Ruhe nach geschehener Arbeit                  | Tobias Heinrich Schubart | 1731/32          | Rogate                                | SATB, 2 Ob, 2 Vl, Va, Vc, Bc                                      | | Ms. Ff. Mus. 1546 III.2.179/49 IMSLP    | RISM ID: 4500048290 RISM ID: 225004637 RISM ID: 702000980 RISM ID: 702001334                                                                            |
| 1:1729  | Ziehet euch Kinder auf                                |                                               | Georg Philipp Telemann   |                  | 1. Sonntag nach Epiphanias            |                                                                   | [verschollen]                                                                                      |                                         | |
| deest   | Zion klagt mit Angst und Schmerzen                    |                                               |                          |                  | 1. Advent                             | Sopran, Tenor, Bass, SATB, 2 Vl, Vla, Vlc, 2 Fl, 2 Ob, 3 Tr, Timp | |                                         | RISM ID: 452513092 |
| 1:1730  | Zions Hülf und Abrams Lohn                            | Horn-Jahrgang                                 |                          | 1739/40          | Neujahr                               | SATB, Ob, Co, 2 Vl, Va, Vc, Bc                                    | |                                         | RISM ID: 702001384 |
| 1:1731  | Zion spricht: Der Herr hat mich verlassen             | Jahrgang ohne Rezitativ                       | Johann Friedrich Helbig  | 1724/25          | 3. Sonntag nach Ostern                | SATB, 2 Ob, 2 Vl, Va, Vc, Bc                                      | | Ms. Ff. Mus. 1547                       | RISM ID: 450004830 |
| 1:1732  | Zischet nur, stechet, ihr feurigen                    | Harmonischer Gottes-Dienst                    | Matthäus Arnold Wilckens | 1725/26          | Pfingstsonntag                        | Stimme solo, Ob, Bc                                               | | gs11-08-1-27m IMSLP                     | RISM ID: 452516598 RISM ID: 702001316 RISM ID: 702000931 RISM ID: 240004977 RISM ID: 452513189 RISM ID: 150205424 RISM ID: 900010858 RISM ID: 469080702 |
| 1:1733  | Zorn und Wüten sind Greuel                            | Französischer Jahrgang                        | Erdmann Neumeister       | 1714/15          | 6. Sonntag nach Trinitatis            | SATB, Qfl, 2 Ob, 2 Vl, 2 Va, Bc                                   | | Ms. Ff. Mus. 1548 Becker III.2.178/2    | RISM ID: 450004831 RISM ID: 225004719 RISM ID: 453009749                                                                                                |
| 1:1734  | Zorn und Wüten sind Greuel                            |                                               |                          |                  | 6. Sonntag nach Trinitatis            | SATB, 2 Vl, Va, Vc, Bc                                            | | D-Dl Mus.2392-E-572 Mus.2392-E-572a     | RISM ID: 210000136 RISM ID: 210000135 |
| 1:1735  | Zu dir flieh ich, verstoß mich nicht                  | Engel-Jahrgang                                | Daniel Stoppe            | 1747/48          | 11. Sonntag nach Trinitatis           | Sopran solo, SATB, 2 Vl, Va, Bc                                   | | IMSLP                                   | RISM ID: 450008988 RISM ID: 450015773 RISM ID: 702001312 RISM ID: 302000212                                                                             |
| 1:1735a | Zürne nur, du alte Schlange                           | Fortsetzung des Harmonischen Gottesdienstes   | Tobias Heinrich Schubart | 1731/32          | Ostersonntag                          | Stimme solo, Ob/Tb, Vl, Bc                                        | vollständige Kantate siehe 1:1541                                                                  | IMSLP                                   | RISM ID: 702000974 RISM ID: 702001328 |
| 1:1736  | Zu Mitternacht ward ein Geschrei                      | Sicilianischer Jahrgang                       | Johann Friedrich Helbig  | 1719/20          | 20. Sonntag nach Trinitatis           | SATB, 2 Ob, 2 Vl, Va, Vc, Bc                                      | | Ms. Ff. Mus. 1549                       | RISM ID: 450004832 RISM ID: 452513382 RISM ID: 453000082                                                                                                |
| 1:1737  | Zuvor bracht ich euch Freude                          |                                               |                          |                  | 3. Sonntag nach Ostern                | SATB, 2 Fl, 2 Co, 3 Cl, Ti, 2 Vl, Va, Vc, Bc                      | |                                         | |
| 1:1738  | Zween Jünger gehn nach Emmaus                         | Geistliches Singen und Spielen                | Erdmann Neumeister       | 1710/11          | Ostermontag                           | SATB, 2 Fl, 2 Ob, 2 Vl, Va, Vc, Bc                                | | Ms. Ff. Mus. 1550 IMSLP                 | RISM ID: 450004833 RISM ID: 450008898 RISM ID: 250005360 RISM ID: 454600682                                                                             |
| deest   | Zween Jünger gehn nach Emmaus                         | Geistliches Singen und Spielen                | Erdmann Neumeister       | 1710/11          | Ostermontag                           | SATB, Ob, 2 Vl, Va, Vc, Bc                                        | nur Sinfonia, evtl. Variante zu 1:1738 ?                                                           | Ms. Ff. Mus. 1564c                      | RISM ID: 450004838 |
| 1:1739  | Zwei Menschen, welche Saba hat geboren                |                                               |                          | 1729             | Epiphanias                            |                                                                   | [verschollen]                                                                                      |                                         | |
| 1:1740  | Aussatz hat mich ganz gefressen                       |                                               |                          |                  | 4. Sonntag nach Epiphanias            | SATB, 2 Vl, Va, Vc, Bc                                            | | D-Dl Mus.2392-E-617                     | RISM ID: 210000137 |
| 1:1741  | Dies ist der Tag, den der Herr gemacht hat            |                                               |                          |                  | Sonstige Kantaten                     | Tenor solo, Fg, Vl, Bc                                            | |                                         | RISM ID: 453000526 |
| 1:1742  | Es wird ein Stern aus Jacob                           |                                               |                          | 1726             | Epiphanias                            |                                                                   | [verschollen]                                                                                      |                                         | |
| 1:1743  | Selig sind, die zum Abendmahl des Lammes berufen sind |                                               |                          |                  | Sonstige Kantaten                     | Sopran, Tenor solo, 2 Vl, Va, Bc                                  | | D-Dl Mus.2392-E-608                     | RISM ID: 210000138 |
| 1:1744  | So gehest du nun, mein Jesu, hin                      |                                               |                          |                  | Sonstige Kantaten                     | SATTB, 2 Oa, 2 Vl, Va, Bc                                         | | D-Dl Mus.2392-E-606 IMSLP               | RISM ID: 210000139 |
| 1:1745  | Unbegreiflich ist dein Wesen                          | Harmonischer Gottes-Dienst                    | Matthäus Arnold Wilckens | 1725/26          | Trinitatis                            | Stimme solo, Vl, Va, Bc                                           | TVWV Text „to Büren“ zugeschrieben                                                                 | Becker III.2.179/57 gs11-08-2-01m IMSLP | RISM ID: 225004645 RISM ID: 190017421 RISM ID: 240004962 RISM ID: 452513192 RISM ID: 150205425                                                          |
| 1:1746  | Victoria, mein Jesus ist erstanden                    |                                               |                          |                  | Ostersonntag                          | Bass solo, Cl, Vl, Va, Bc                                         | | D-Dl Mus.2392-E-605                     | RISM ID: 210000140 |
| 1:1747  | Was Gott tut, ist wohlgetan                           |                                               |                          |                  | Sonstige Kantaten                     | Sopran, Bass solo, Vl, Bc                                         | | SPK 30286 Nr. 9                         | |
| 1:1748  | Da ich mich hier eingefunden                          |                                               | Erdmann Neumeister       |                  | Choralkantate zur Kommunion           | SATB, 2 Ob, 2 Vl, Vc, Org                                         | | Ms. Ff. Mus. 809                        | RISM ID: 450003777 |
| 1:1748  | Singet dem Herrn ein neues Lied                       |                                               |                          |                  | Neujahr                               | SATB, 2 Tr, Tp, Str, Lt, Bc                                       | Komposition von Melchior Hoffmann, fälschlich Telemann zugeschrieben, Nr. im TVWV doppelt vergeben | mu 6509.3031 IMSLP                      | RISM ID: 150204809 RISM ID: 464000199 |
| 1:1749  | Beweget euch munter                                   | Fortsetzung des Harmonischen Gottesdienstes   | Tobias Heinrich Schubart | 1731/32          | Septuagesimae                         | Tenor solo, Bc                                                    | Dublette, siehe 1:125b                                                                             |                                         | |
| 1:1750  | Dein Schade ist verzweifelt böse                      |                                               | Georg Christian Lehms    |                  | Sonstige Kantaten                     | SATB, Ob, 2 Vl, Va, Vc, Bc                                        | Dublette, siehe 1:1133                                                                             | Ms. Ff. Mus. 844                        | RISM ID: 450003812 |
| 1:1751  | Der Segen des Herrn macht reich ohne Mühe             | Jahrgang ohne Rezitativ                       | Benjamin Neukirch        | 1724/25          | 5. Sonntag nach Trinitatis            | SAB, 2 Vl, Va, Bc                                                 | | Ms. Ff. Mus. 899 Becker III.2.179/63    | RISM ID: 450003866 RISM ID: 225004651 |
| 1:1752  | Gott ist die Liebe                                    |                                               |                          |                  | 17. Sonntag nach Trinitatis           | SATB, 2 Ob, Fg, 2 Vl, Va, Vc, Bc                                  | TVWV: Nur Eingangschor, übriges von Seibert (vgl. 1:660)                                           |                                         | |
| 1:1753  | Es ist umsonst, dass ihr früh aufsteht                | 1. Concertenjahrgang                          | Erdmann Neumeister       | 1719/20          | 5. Sonntag nach Trinitatis            | SATB, 2 Ob, Fg, 2 Vl, Va, Vc, Cb, Bc                              | | Ms. Ff. Mus. 994                        | RISM ID: 450004277 RISM ID: 469050000 |
| 1:1754  | Meine Seele erhebt den Herrn                          | Italienischer Jahrgang / 2. Concertenjahrgang | Gottfried Simonis        | 1716/17          | Mariä Heimsuchung                     | SATB, 2 Ob, 2 Vl, Va, Vc, Bc                                      | | Ms. Ff. Mus. 1270                       | RISM ID: 450004555 RISM ID: 806042572 |
| 1:1755  | Nun komm der Heiden Heiland                           | Geistliches Singen und Spielen                | Erdmann Neumeister       | 1710/11          | 1. Adventssonntag                     | SATB, 2 Vl, Va, Vc, Bc                                            | Dublette = 1:1174 (Menke: „Diese oder Nr. 1:1174 wurde 1711 in Eisenach uraufgeführt.“)            |                                         | |
| deest   | FEST. Circumc: Christi : besser aufs Erndte=Fest      |                                               |                          | 1728             | Neujahr                               | ?, Vc, Org, Lt                                                    | weitere Stimmen fehlen                                                                             | Ms. Ff. Mus. 1564b                      | RISM ID: 450004837 |